# Lijst van vlaggen van Nieuw-Zeeland
Dit is een lijst van vlaggen van Nieuw-Zeeland.

## Nationale vlag (perFIAV-codering)
|          | Civiele vlag | Staatsvlag | Oorlogsvlag |
| -------- | ------------ | ---------- | ----------- |
| Te land  | · ?          | · ?        | · ?         |
| Te water | · ?          | · ?        | · ?         |

## Vlaggen van bestuurders
| Vlag | Periode     | Functie                                  | Beschrijving |
| ---- | ----------- | ---------------------------------------- | ------------ |
|      | 1869 - 1874 | Vlag van de gouverneur van Nieuw-Zeeland |              |

## Militaire vlaggen
De oorlogsvlag is reeds in de eerste tabel te vinden.
| Vlag | Periode | Functie                   | Beschrijving |
| ---- | ------- | ------------------------- | ------------ |
|      |         | Vaandel van de luchtmacht |              |

## Vlaggen van etnische minderheden
| Vlag | Periode | Functie                     | Beschrijving |
| ---- | ------- | --------------------------- | --- |
|      | 2009    | Nationale vlag van de Maori | De nationale Maorivlag maakt gebruik van de nationale kleuren van Nieuw-Zeeland: zwart, okerrood en wit of zilver. Elk van de kleuren verwijst naar een rijk in het scheppingsverhaal van de Maori-mythologie: zwart is Te Korekore (potentieel wezen), rood is Te Whai Ao (ontstaan), en wit is Te Ao Mārama (het rijk van wezen en licht). Het ontwerp toont een koru (Māori voor varenvrucht), een veelvoorkomend ontwerp in Māori tatoeage en beeldhouwwerk. Het symboliseert vernieuwing en hoop voor de toekomst. Het witte gedeelte van de vlag is ook een verwijzing naar de Māori-naam voor Nieuw-Zeeland, Aotearoa, of "Land van de lange witte wolk". |
|      |         | Vlag van de Takitimu        | Sommige Maori-stammen gebruiken een rood Brits vaandel met de naam van hun stam |

## Sportvlaggen
| Vlag | Periode     | Functie                                                                   | Beschrijving |
| ---- | ----------- | ------------------------------------------------------------------------- | ------------ |
|      | 1908 - 1912 | Vlag van Australazië voor de Olympische Zomerspelen 1908 en die van 1912. |              |
|      | 1979 - 1994 | Vlag van Nieuw-Zeeland voor de Olympische Zomerspelen 1980.               |              |

## Overige vlaggen
De oorlogsvlag is reeds in de eerste tabel te vinden.
| Vlag | Periode | Functie                         | Beschrijving |
| ---- | ------- | ------------------------------- | ------------ |
|      |         | Vaandel van de burgerluchtvaart |              |